# Поггенполь Вільгельм Олександрович
Поггенполь Вільгельм Олександрович (30 вересня 1854, Мінськ — 5 серпня 1938) — вчений у галузях агрономії, кліматології, фенології, статський радник, член-кореспондент Академії наук України.

## Біографічні відомості
У 1876 році закінчив Петербурзький землеробський інститут. У період з 1877 по 1907 рік викладав в Уманському училищі садівництва і землеробства. Протягом 1907—1917 років викладав у Донському сільськогосподарському училищі, а з 1918 по 1927 роки — доцент, професор Донського сільськогосподарського інституту.
Проводив фенологічні спостереження над 450 видами дикоростучих і культурних рослин та 126 видами дерев і кущів Царициного саду в Умані. Учні Вільгельма Поггенполя проводили наукові дослідження, а також збирали гербарій, який нині є одним із найстаріших в Україні.

## Вшанування пам'яті
В Умані на будинку, де працював вчений, встановлено меморіальну дошку.